# 0 (siffra)
Siffran 0 (noll (fil)) är ett relativt nytt tillskott till matematiken och tillfördes först med det arabiska siffersystemet och decimalsystemet.

## Användning
Siffran 0 används för att beteckna talet noll, samt som utfyllnad för tomma positioner i positionssystemet. Exempelvis används den för att skilja tio (10) från ett (1) inom det decimala talsystemet.

## Historik
Siffran 0 och därmed positionssystemet sägs ha uppfunnits oberoende av varandra inom tre kulturer, i Mesopotamien, Indien, och Centralamerika.
Först ut verkar den ha använts i Mesopotamien. En nolla kunde där i äldre skrift visas som ett mellanrum i den annars mellanrumsfria kilskriften. I senare kilskrift skrevs nollan mellan två andra siffror med ett tecken bestående av två sneda kilar: . De mesopotamiska matematikerna verkar inte att ha använt någon beteckning för en nolla i början eller slutet av ett tal. Däremot har man funnit trigonometriska tabeller för astronomiskt bruk, med ett tecken för inledande nollor.
Andra symboler för noll konstruerades i mayacivilisationen i nuvarande Guatemala, södra Mexiko och norra Honduras. Mayaindianernas talsystem innehöll dock en oregelbundenhet för att det skulle passa bättre med solåret, varför de inte kunde dra full nytta av uppfinningen. De använde i huvudsak 20 som talbas; men vid räkning av dagar användes även 18, för att på det viset på ett jämnt sätt representera 360 dagar, vilket är ett knappt år. Den efterföljande aztekiska kulturen fortsatte att använda talbasen 20 samt tecken för 0.
Nästa kända uppfinning av nollan var (förmodligen) i Indien. Från 600-talet och framåt har man hittat användning av en punkt eller ibland en liten ring för att beteckna noll. Den äldsta kända daterade inskriptionen med punkt eller cirkel som siffran noll är från Kambodja och gjord år 683. En punkt för noll nämns också i ett 600-talsmanuskript hittat i byn Bakhshali i nordvästra Indien, och i ett kinesiskt astronomiskt verk från 718, som sammanställts av indiska lärda i tjänst hos kejsaren av Kina. Indierna var också de första som räknade med 0 som ett tal. Det är möjligt att den framträdande roll som tomhet hade i indisk filosofi gjorde det naturligare att också uppfatta tecknet för "tom plats" som ett eget tal.
Europa och västvärlden har fått nollan från Indien, även om grekiska astronomer använde en nolla de torde ha "ärvt" från babylonierna i sina trigonometriska tabeller. Kunskapen och användandet av talet noll spreds via den arabiska kulturen till Europa. Noll heter för övrigt "Sifr" på arabiska vilket är ursprunget till ordet "siffra".

## Skrivsätt
Tecknet 0 kan ibland förväxlas med bokstaven O. För att undvika det, förekommer att man skriver ett snedstreck över nollan, Ø. Det tecknet kallas ibland för "datornolla", eftersom det var särskilt vanligt i datorernas grafik under 1900-talet.

## Bildgalleri

Teckenspråkets tecken för siffran 0.
Punktskriften för siffran 0.
Kilskrifttecken för 0 mellan andra siffror.
Signalflagga för siffran 0.